# Good Morning Spider
Albums de Sparklehorse
Vivadixiesubmarinetransmissionplot
(1995) Distorded Ghost EP
(2000)
Good Morning Spider est le deuxième album de Sparklehorse, sorti en 1998.

## Liste des chansons
Toutes les chansons sont de Mark Linkous, sauf celles où les contributeurs sont précisés.
1. "Pig" – 2:22
2. "Painbirds" – 3:50
3. "Saint Mary" – 3:59
4. "Good Morning Spider" – 1:09 (Linkous, Scott Minor, Sofia Mitchalitsianos)
5. "Sick of Goodbyes" – 3:32 (Linkous, David Lowery (en))
6. "Box of Stars (Part One)" – 0:33
7. "Sunshine" – 4:59
8. "Chaos of the Galaxy/Happy Man" – 4:31
9. "Hey, Joe" – 3:04 (Daniel Dale Johnston)
10. "Come on In" – 3:43
11. "Maria's Little Elbows" – 4:16
12. "Cruel Sun" – 2:25
13. "All Night Home" – 3:43
14. "Ghost of His Smile" – 3:11
15. "Hundreds of Sparrows" – 2:26
16. "Box of Stars (Part Two)" – 0:49
17. "Junebug" – 3:24